# Dominion Energy
Dominion Energy, Inc. (NYSE: D) er et amerikansk energiselskab, der har hovedkvarter i Richmond, Virginia. De leverer elektricitet og naturgas til kunder i 11 delstater, desuden har de elektricitetsproduktion i fire delstater.